# Autoput Bratstvo i jedinstvo
Unter Autoput versteht man im deutschen Sprachgebrauch die 1188 Kilometer lange von Westen nach Südosten durch die ehemalige Sozialistische Föderative Republik Jugoslawien verlaufende Transitstrecke von Österreich nach Griechenland (sowie über Bulgarien in die Türkei). Das Wort „autoput“ bedeutet allerdings auf Serbokroatisch schlicht Autobahn (heute: kroatisch autocesta, serbisch autoput). In Jugoslawien selbst wurde die Strecke als Autoput bratstva i jedinstva bezeichnet und hatte die offizielle Nummer M1.

## Namensgebung
Da die Straße durch vier der sechs jugoslawischen Teilrepubliken führte, erhielt sie von Tito den Namen Autoput bratstva i jedinstva (serbokroatisch für Autobahn der Brüderlichkeit und Einheit) nach dem Wahlspruch Brüderlichkeit und Einheit des Bundes der Kommunisten Jugoslawiens.

## Geschichte

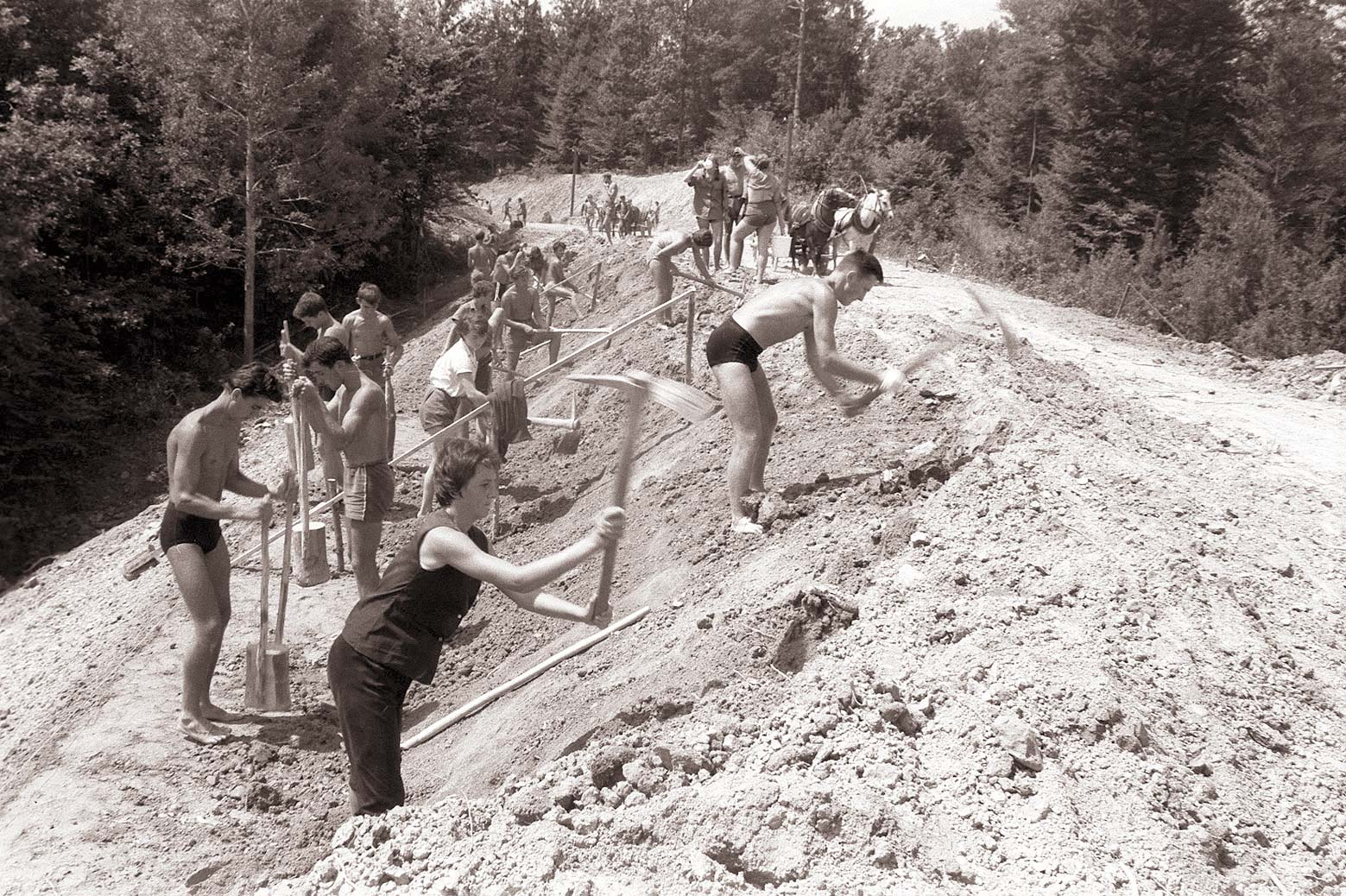
Jugendliche Freiwillige beim Einsatz in Slowenien.

1947 begann man mit dem Bau erster Teilstücke. Beim Bau des rund 400 km langen Abschnittes zwischen Zagreb und Belgrad wurden „Freiwillige“ und die Jugoslawische Volksarmee eingesetzt; 1950 war er durchgehend befahrbar. 1958 bauten 54.000 Freiwillige in weniger als acht Monaten den 140 km langen Abschnitt zwischen Zagreb und Ljubljana.

## Verlauf
Die nur in Teilen als mehrstreifige, richtungsgetrennte Autobahn fertiggestellte Strecke führte von Jesenice in der SR Slowenien über Ljubljana nach Novo mesto. Von Bregana in der SR Kroatien führte sie dann über Zagreb und Slavonski Brod zur Grenze der SR Serbien. Von dort führte sie über Belgrad und Niš nach Kumanovo in der SR Mazedonien. Sie verlief weiter im Vardartal über Titov Veles zur griechischen Grenze bei Gevgelija bzw. Evzoni.

## Ausbaustand
Der Autoput konnte vor dem Zerfall Jugoslawiens nur teilweise als richtungsgetrennte Autobahn fertiggestellt werden, der überwiegende Teil bestand aus einer Mischung zwischen Schnellstraße und einfacher Landstraße: So existierten beispielsweise Ortsumfahrungen und Brücken bzw. Unterführungen für niederrangige Straßen, aber fast keine höhenfreien Abfahrten oder Anschlussstellen und wenig Überholmöglichkeiten.
Bis zum Jahr 1991 waren folgende Teilstücke fertiggestellt:
| Abschnitt                                                | Europastraße                          | Ausbaustand                         | Länge       | Fertigstellung    |
| -------------------------------------------------------- | ------------------------------------- | ----------------------------------- | ----------- | ----------------- |
| Jesenice – Kranj                                         | Vorlage:RSIGN/Wartung/EU-E-Einbindung | Schnellstraße mit zwei Fahrstreifen | ca. 44 km   | ?                 |
| Kranj – Ljubljana                                        | Vorlage:RSIGN/Wartung/EU-E-Einbindung | Autobahn mit vier Fahrstreifen      | ca. 20 km   | ?                 |
| Ljubljana – Novo mesto – Jankomir (Umfahrung von Zagreb) | Vorlage:RSIGN/Wartung/EU-E-Einbindung | Schnellstraße mit zwei Fahrstreifen | ca. 154 km  | 1958              |
| Jankomir (Umfahrung von Zagreb) – Slavonski Brod         | Vorlage:RSIGN/Wartung/EU-E-Einbindung | Autobahn mit vier Fahrstreifen      | ca. 207 km  | 1984              |
| Slavonski Brod – Sremska Mitrovica                       | Vorlage:RSIGN/Wartung/EU-E-Einbindung | Schnellstraße mit zwei Fahrstreifen | ca. 146 km  | 1950              |
| Sremska Mitrovica – Belgrad – Leskovac                   | bis Belgrad:                          | Autobahn mit vier Fahrstreifen      | ca. 277 km  | bis Belgrad: 1950 |
| Leskovac – Kumanovo                                      | Vorlage:RSIGN/Wartung/EU-E-Einbindung | Schnellstraße mit zwei Fahrstreifen | ca. 150 km  | ?                 |
| Kumanovo – Titov Veles                                   | Vorlage:RSIGN/Wartung/EU-E-Einbindung | Autobahn mit vier Fahrstreifen      | ca. 64 km   | ?                 |
| Titov Veles – Gevgelija/Evzoni                           | Vorlage:RSIGN/Wartung/EU-E-Einbindung | Schnellstraße mit zwei Fahrstreifen | ca. 126 km  | ?                 |
| Summe                                                    | Summe                                 | Summe                               | ca. 1188 km |                   |

## Bedeutung

### Historisch

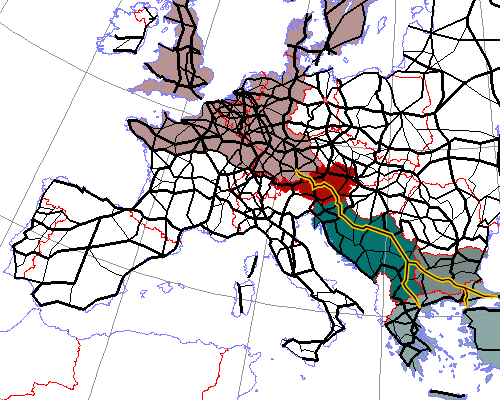
Gastarbeiterroute und Autoput im heutigen europäischen Fernverkehrsnetz

Der Autoput war die wichtigste Verkehrsverbindung von Mittel- nach Südosteuropa und wurde daher häufig von jugoslawischen und türkischen Gastarbeitern genutzt, die in Deutschland und anderen nördlichen Ländern arbeiteten. Der Autoput war damit die Verlängerung derjenigen Strecke, die in Deutschland und Österreich zu jener Zeit als Gastarbeiterroute allgemein bekannt war.
Bis zum Ausbruch der Jugoslawienkriege 1991 hatte der Autoput den Ruf, eine der gefährlichsten Straßen Europas zu sein: Der teilweise schlechte Zustand und hohes Verkehrsaufkommen verhinderten erholsames Reisen; neben zahlreichen LKWs war die Strecke vor allem in den Sommermonaten durch den Gastarbeiterverkehr völlig überlastet. Von langen Distanzen und der kerzengeraden Strecke übermüdete Fahrer sowie waghalsige Überholmanöver waren – gleich wie auf dem österreichischen Teil der Gastarbeiterroute – die Ursachen für zahlreiche Unfälle.

### Gegenwart

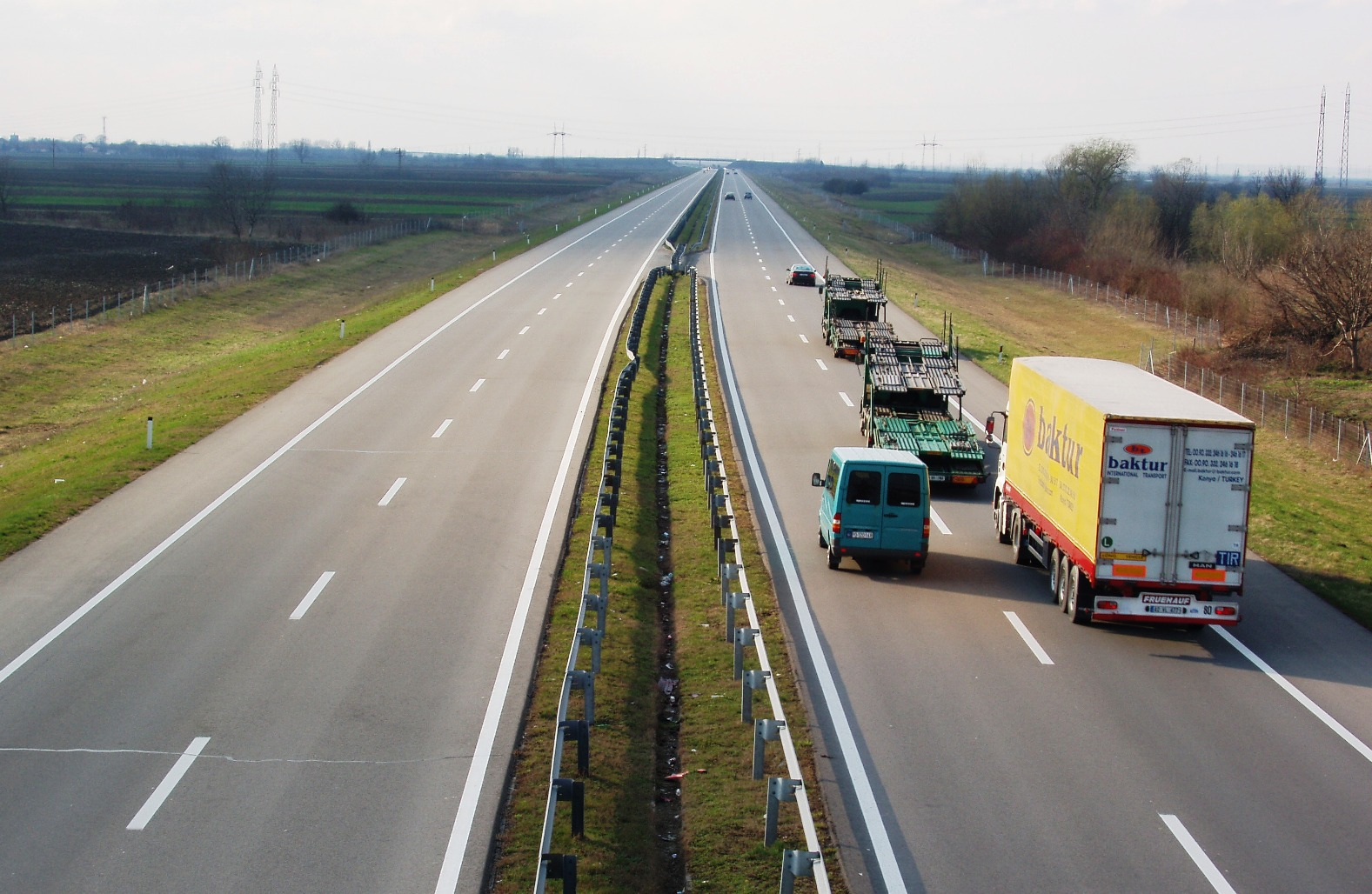
Ausgebaute Autobahn bei Sremska Mitrovica in Serbien

Auch heute ist die Strecke des ehemaligen Autoput als Paneuropäischer Verkehrskorridor X eine wichtige europäische Hauptverkehrsachse. Die einzelnen Teilstrecken wurden von den Nachfolgestaaten Jugoslawiens dementsprechend sukzessive ausgebaut. Mittlerweile ist der ehemalige Autoput vom Karawankentunnel bei Jesenice bis zum Grenzübergang Gevgelija/Evzoni (nordmazedonisch-griechische Grenze) durchgängig mit baulich getrennten Richtungsfahrbahnen zu jeweils mindestens zwei Fahrstreifen und höhenfrei befahrbar. Die letzten fehlenden Teilstücke in Serbien und Nordmazedonien wurden im Jahre 2019 (Serbien) bzw. 2018 (Nordmazedonien) für den Verkehr freigegeben.
Der Autoput ging in folgenden Autobahnen der Nachfolgestaaten auf:
- Slowenien: Avtocesta A2
- Kroatien: Autocesta A3
- Serbien: Autoput A3, Autoput A1
- Nordmazedonien: Avtopat A1.